# ريتشي ريان
ريتشي ريان (بالإنجليزية: Richie Ryan)‏ (6 يناير 1985 في جمهورية أيرلندا - ) هو لاعب كرة قدم أيرلندي في مركز الوسط. شارك مع منتخب جمهورية أيرلندا لكرة القدم. أما مع النوادي، فقد لعب مع دندي يونايتد ورويال أنتويرب وسكونثورب يونايتد ونادي سليغو روفرز ونادي سندرلاند ونادي شامروك روفرز وJacksonville Armada FC ‏ وأوتاوا فيوري ودوري أيرلندا الحادي عشر ‏ ونادي بوسطن يونايتد.

## وصلات خارجية
- ريتشي ريان على موقع قاعدة بيانات كرة القدم.إي يو (الإنجليزية)
- ريتشي ريان على موقع Soccerbase.com (لاعب) (الإنجليزية)
- ريتشي ريان على موقع Soccerway.com (الإنجليزية)
- ريتشي ريان على موقع عالم كرة القدم.نت (الإنجليزية)